# Per Jonsson i Teg
Per Jonsson (i riksdagen kallad Jonsson i Teg), född 2 november 1822 i Umeå landsförsamling, Västerbottens län, död där 2 januari 1873, var en svensk lantbrukare, hemmansägare och politiker.
Jonsson var ledamot av riksdagens andra kammare 1870–1872, invald i Umeå tingslags valkrets i Västerbottens län.